# Acoma brunnea
Acoma brunnea är en skalbaggsart som beskrevs av Thomas Casey 1889. Acoma brunnea ingår i släktet Acoma och familjen Pleocomidae. Inga underarter finns listade i Catalogue of Life.